# 1274 Delportia
Az 1274 Delportia (ideiglenes jelöléssel 1932 WC) a Naprendszer kisbolygóövében található aszteroida. Eugène Joseph Delporte fedezte fel 1932. november 28-án, Uccleban.